# 穆罕默德·奥兹
穆罕默德·岑吉兹·奥兹（土耳其語：Mehmet Cengiz Öz，1960年6月11日—），也称为奥兹医生（英語：Dr. Oz），土耳其裔美国电视节目主持人、作家、政治人物、荣休教授、心脏外科医生。
奥兹生于一个土耳其移民家庭，成长于特拉华州威尔明顿，毕业于哈佛大学和宾夕法尼亚大学。奥兹拥有美国和土耳其双重国籍，20世纪80年代初期，他在土耳其陆军服60天的兵役，以保留其土耳其国籍。随后，他在1986年前往哥伦比亚大学欧文医疗中心进行外科实习，开始其医疗生涯。2001年，奥兹担任哥伦比亚大学外科教授，后于2018年退休，成为荣休教授。2003年起，奥兹开始参加电视节目，曾在中出场60多次。2009年，温弗里的哈波制作公司和索尼影视电视共同推出医疗健康专题节目《奥兹医生秀》，由奥兹担任主持人，前后共播出13季。奥兹对替代医学、信仰治療、超自然疗法等伪科学的宣传使其受到诸多医学出版物和医学专家的批评。
2022年6月，奥兹被共和党提名参加当年的宾夕法尼亚州参议员选举，但被民主党候选人约翰·费特曼击败。奥兹是美国历史上第一位被主要政党提名的穆斯林参议员候选人。奥兹自称是一名保守派共和党人，在参加选举后，他的大部分立场倾向于保守派，例如反对堕胎、奥巴马医改等，并支持择校、水力压裂、拥枪权、增进与以色列的关系等，但在同性婚姻问题上的立场则与民主党相近。
2024年11月19日，美國當選總統唐納·川普宣布提名奧茲在第二次特朗普內閣中擔任聯邦醫療保險和補助服務中心主任。

## 早年生活
1960年6月11日，穆罕默德·奥兹出生于美国俄亥俄州克利夫兰，其家庭自土耳其科尼亚移民而来。据奥兹自述，其名字来源于1453年征服君士坦丁堡的穆罕默德二世。其父亲穆斯塔法·奥兹（Mustafa Öz）出生于土耳其南部的小镇博茲克爾，1950年以全班第一名的成绩毕业于塞拉赫帕夏医学院，随后移居美国，参加克利夫兰凱斯西儲大學的医师培训计划，后在亚特兰大的埃默里大學接受胸外科培训，结训后在特拉华州医学中心担任胸外科主任，几年后返回土耳其。母亲苏娜·奥兹（Suna Öz）出身于伊斯坦布尔的一个富裕的药剂师家庭，有切尔克斯人血统。根据奥兹自述，其母亲的曾祖母从高加索被带到伊斯坦布尔，送入苏丹马哈茂德二世的后宫，马哈茂德去世后，她嫁给了一位伊玛目。此外，奥兹还有两位姐姐。在宗教方面，他的父亲对待伊斯兰教较为虔诚，母亲则较为世俗化。奥兹小时候常常回土耳其度过夏天。大学毕业后，他在土耳其军队服役60天，以保留其土耳其国籍。
奥兹曾就读于特拉华州威尔明顿的塔尔山学校。1982年，他以优越成绩获得哈佛大学生物学学士学位。在校期间，他积极参加体育活动，曾参加橄榄球队、水球队。1986年，他获得了宾夕法尼亚大学的醫學士和工商管理碩士学位。奥兹就读于哈佛大学期间曾获得队长体育奖，就读于宾夕法尼亚大学医学院期间曾担任班级主席、学生会主席。

## 医疗生涯

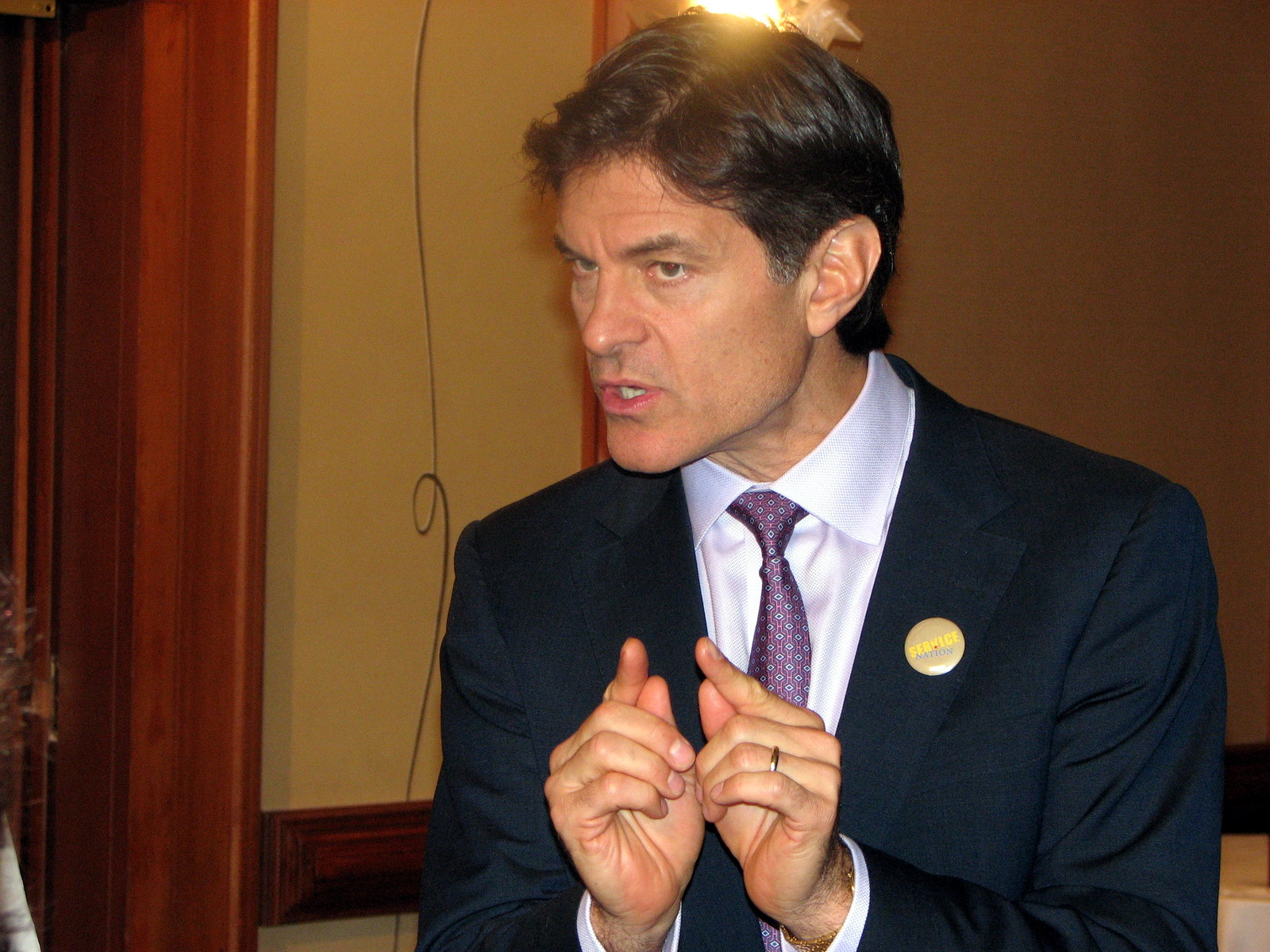
2008年的奥兹

1986年，奥兹到当时隶属于哥伦比亚大学的纽约长老会医院担任住院医师，由此开始了自己的医疗生涯。在担任住院医师期间，他曾获得布莱克摩尔研究奖（Blakemore research award）。1995年4月，奥兹和他的同事杰里·惠特沃思（Jerry Whitworth）创立了“心脏辅助护理中心”（Cardiac Complementary Care Center），为心脏病患者提供各种替代药物。奥兹的做法使医院管理人员感到紧张，他们对奥兹使用治疗性触摸表示震惊，因此他放弃了这种治疗方法。
1996年，奥兹和埃里克·罗斯成功为主教练喬·托瑞的哥哥弗兰克·托雷做了心脏移植手术。当时正值世界大赛，且扬基在大赛中获胜，因此奥兹和罗斯得到了媒体的广泛关注。罗斯后来回忆此事时表示，他不喜欢媒体的关注，但奥兹“很喜欢”。与此同时，由于奥兹受到媒体的广泛关注，他与惠特沃思之间的关系逐渐变得紧张起来，惠特沃思后来接受Vox采访时说道，他曾要求奥兹“不要搞媒体马戏团”。2000年，惠特沃思离开心脏辅助护理中心，同年奥兹将其重组为“紐約-長老會醫院心血管研究所和综合医学项目”，并担任主任。
奥兹自2001年起担任哥倫比亞大學醫學院教授，直至2018年退休，头衔改为荣休教授。他曾协助开发许多与心脏手术相关的设备和程序，包括MitraClip和左心室辅助设备，截至2015年。他拥有多项与心脏手术有关的专利。
2003年，奥兹计划在美国胸外科协会的年度会议上发表关于心脏搭桥手术和心肺机的研究报告，但协会撤回了他的报告，并禁止其在该协会会议或杂志发表研究成果两年。协会人员表示，这一禁令并非因为学术不端，部分原因是由于奥兹的研究团队改变了研究方法，没有采用商定的研究方式。而奥兹则在2022年竞选参议员期间表示，该事件是由于其团队扩大了“更多患者的工作范围”。《华盛顿邮报》援引匿名消息人士的话称，报告被拒绝的另一个原因是因为测试对象太少，无法得出有力的结论。
2010年，奥兹成为Sharecare公司的联合创始人。2015年，一个由10名医生组成的小组以“蔑视科学和循证医学”为由，要求哥伦比亚大学解除奥兹的教职。哥伦比亚大学为奥兹辩护，并驳回了取消其教职的要求，同时称“始终坚持学术自由的原则，维护教师的言论自由”。奥兹对此回应道：“我带给公众有利于实现最佳自我的信息”，并称他的节目提供了“包括我的在内的多个没有利益冲突的观点”。

## 媒体经历

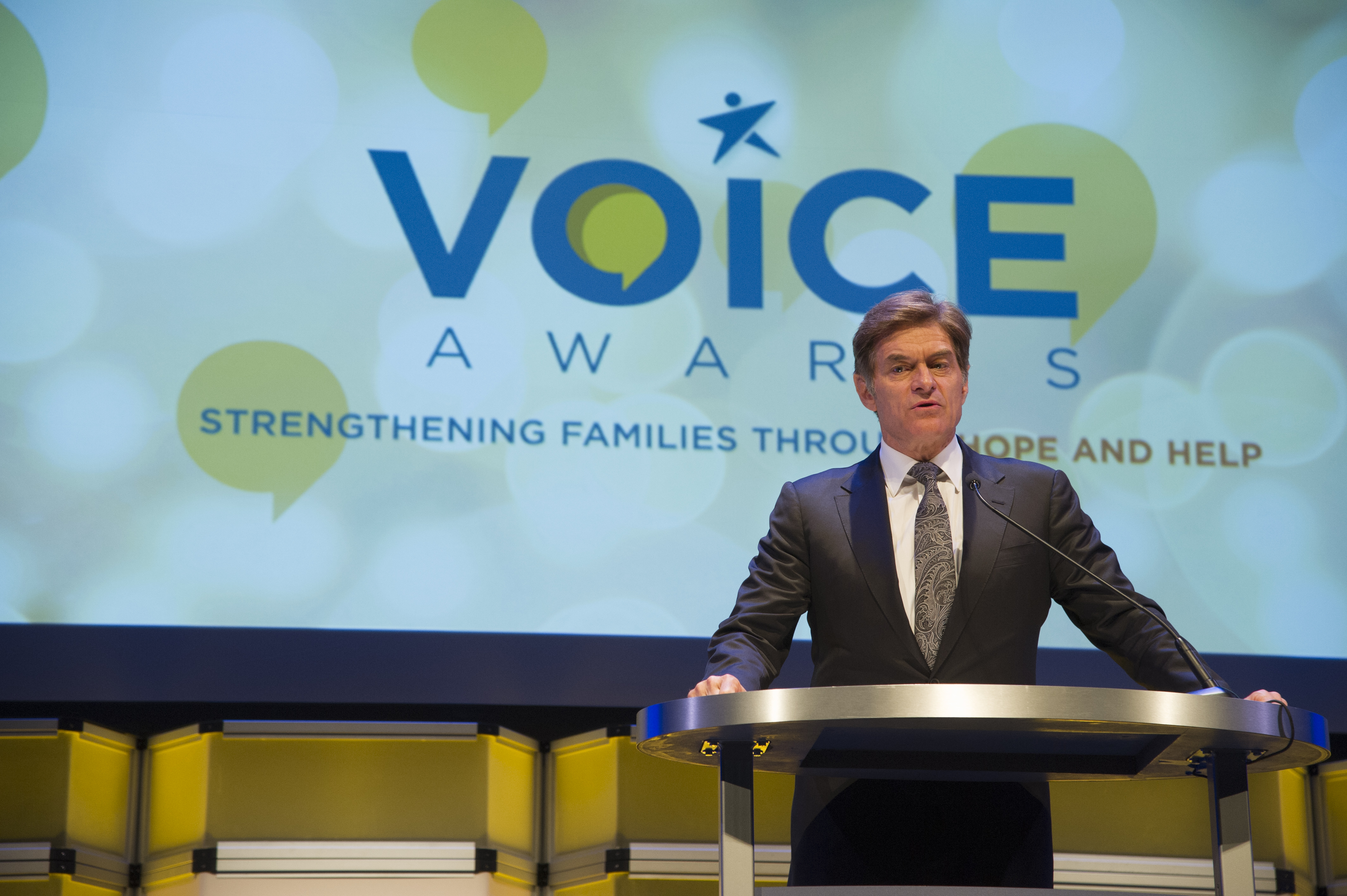
2016年的奥兹

自2003年起，奥兹开始以健康专家的身份参加，共出场五季。2009年，温弗里提议通过她的哈波制作公司制作一档由奥兹主持的电视节目。《奥兹医生秀》于2009年9月14日首播，由索尼影视电视出品。
在节目中，奥兹提及了等问题，并大肆宣传白藜芦醇，声称其具有抗衰老作用。其主持的电视节目《移植！》曾获得弗雷迪奖和银电视奖。他也是丹泽尔·华盛顿所主演电影《迫在眉梢》的心脏移植顾问。
2011年1月起，奥兹开始参加OWN的每周节目《奥普拉全明星》，在节目中与苏泽·奥曼和菲尔·麦格劳等人共同回答关于生活、健康和财务的各种问题。此外，他还曾主持1010 WINS电台的“每日剂量”广播节目。
2014年10月23日，《外科医生奥兹》节目在OWN上首播，该节目展现了奥兹的外科医生生涯。
2016年，唐纳德·特朗普在竞选美国总统期间，曾参加《奥兹医生秀》。在当期节目录制前，奥兹曾对特朗普的出场做预热，声称其将评估特朗普的医疗记录，并透露特朗普对节目的评价。CNN推测，特朗普的出场旨在吸引《奥兹医生秀》的大批女性观众。特朗普胜选后，2018年，奥兹被任命为总统运动、健康与营养委员会委员。
2021年3月22日起，奥兹作为特约嘉宾主持智力竞赛节目《危险边缘》两周，但这一决定遭到了该节目粉丝和前参赛者的批评。
2022年1月14日，《奥兹医生秀》播出了最后一集，宣告这一节目的正式终结。

### 医疗观点及争议
奥兹的形象和言论被很多宣传“减肥产品”的骗子利用。虽然至今没有证据表明他参与了这些骗局，但他确实发表了一些常被骗子利用的言论。在2014年参议院的一场关于消费者保护的听证会上，参议员克蕾兒·麥卡斯基表示，由于奥兹曾发表一些关于减肥产品的言论，这些言论又被用于广告中，因此其招致了科学界的一致反对，同时她也表达了对奥兹将医疗建议、新闻与娱乐相融合，损害消费者权益的担忧。此外，奥兹曾担任RealAge的发言人和顾问，而该公司的营销手法曾被《纽约时报》批评。
2019冠状病毒病疫情期间，奥兹的媒体活动一定程度上影响了特朗普的决策，并成为特朗普政府的非正式顾问。2020年3月至4月期间，奥兹在福克斯新闻的节目中宣传使用抗疟疾药物羟氯喹治疗2019冠状病毒病。特朗普声称将于2020年5月服用该药。2020年6月，美国食品药品监督管理局以“‘不再有理由相信’该药物对2019冠状病毒病有效，或其益处大于‘已知和潜在风险’”为由，撤销了羟氯喹的紧急使用授权。奥兹还拥有两家生产或分销羟氯喹的公司的至少63万美元的股票。
2020年4月，奥兹与肖恩·漢尼提共同接受福克斯新闻采访，并表示，美国重新开放学校的好处可能弥补其造成的死亡人数增加。他在引用医学杂志《柳叶刀》上发表的一篇文章时表示，“我刚刚在《柳叶刀》上看到一篇很好的文章，其作者认为开学可能只会让我们的总死亡率下降2-3%。”奥兹的言论引起强烈反弹，对此他表示道歉，并称他的目标是“让我们的孩子安全回到学校”。

## 政治生涯
2007年，媒体报道称，奥兹长期参加共和党新泽西州委员会的活动，并曾向共和党人約翰·麥凱恩和比爾·弗利斯特捐款。在2004年美国总统选举中，他支持时任总统乔治·沃克·布什连任；而在2012年美国国会选举中，他则支持共和党籍新泽西州众议员候选人希穆利·博泰奇。

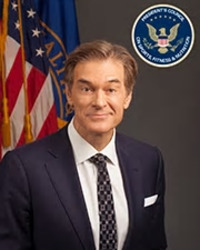
奥兹的HHS官方肖像照，2018年

2018年，奥兹被时任总统唐纳德·特朗普任命为总统运动、健康与营养委员会委员；2022年，乔·拜登总统免去了奥兹的委员职务。

### 2022年宾夕法尼亚州参议员选举
2021年11月30日，奥兹宣布将争取获得共和党提名参加2022年宾夕法尼亚州参议员选举。随后，纽约、费城、克利夫兰等地的多家电视台表示，根据联邦通信委员会的规定，需要为其他候选人提供平等的播出时间，因此将不再播放奥兹的节目。奥兹在竞选活动中呼吁解雇总统首席医疗顾问安东尼·福奇，并反对疫苗相关的要求。2022年3月，奥兹因竞选公职而被免除总统运动、健康与营养委员会委员一职。
2022年4月9日，前总统唐纳德·特朗普表态支持奥兹的竞选活动。奥兹与土耳其的关系，包括他的双重国籍，使得其受到了共和党初选对手的批评。对此，奥兹称这些问题是“分散注意力”，并表示如果当选参议员，他将放弃土耳其公民身份，而他的竞选团队则称这些袭击是“可悲和排外”的。包括林賽·格雷厄姆和凱文·克拉默在内的共和党籍参议员也就此事为奥兹辩护。

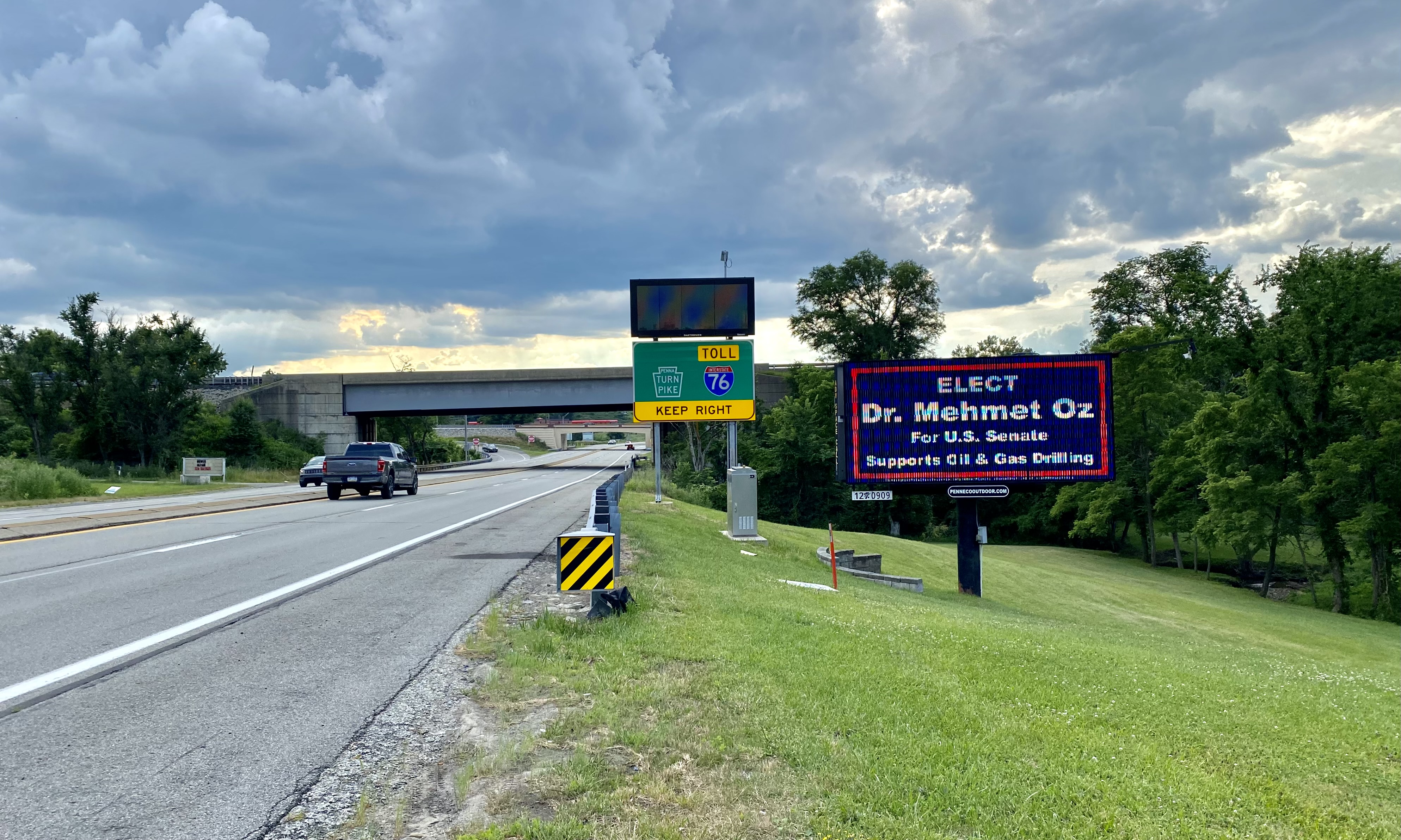
30号美国国道宾夕法尼亚段的奥兹竞选广告

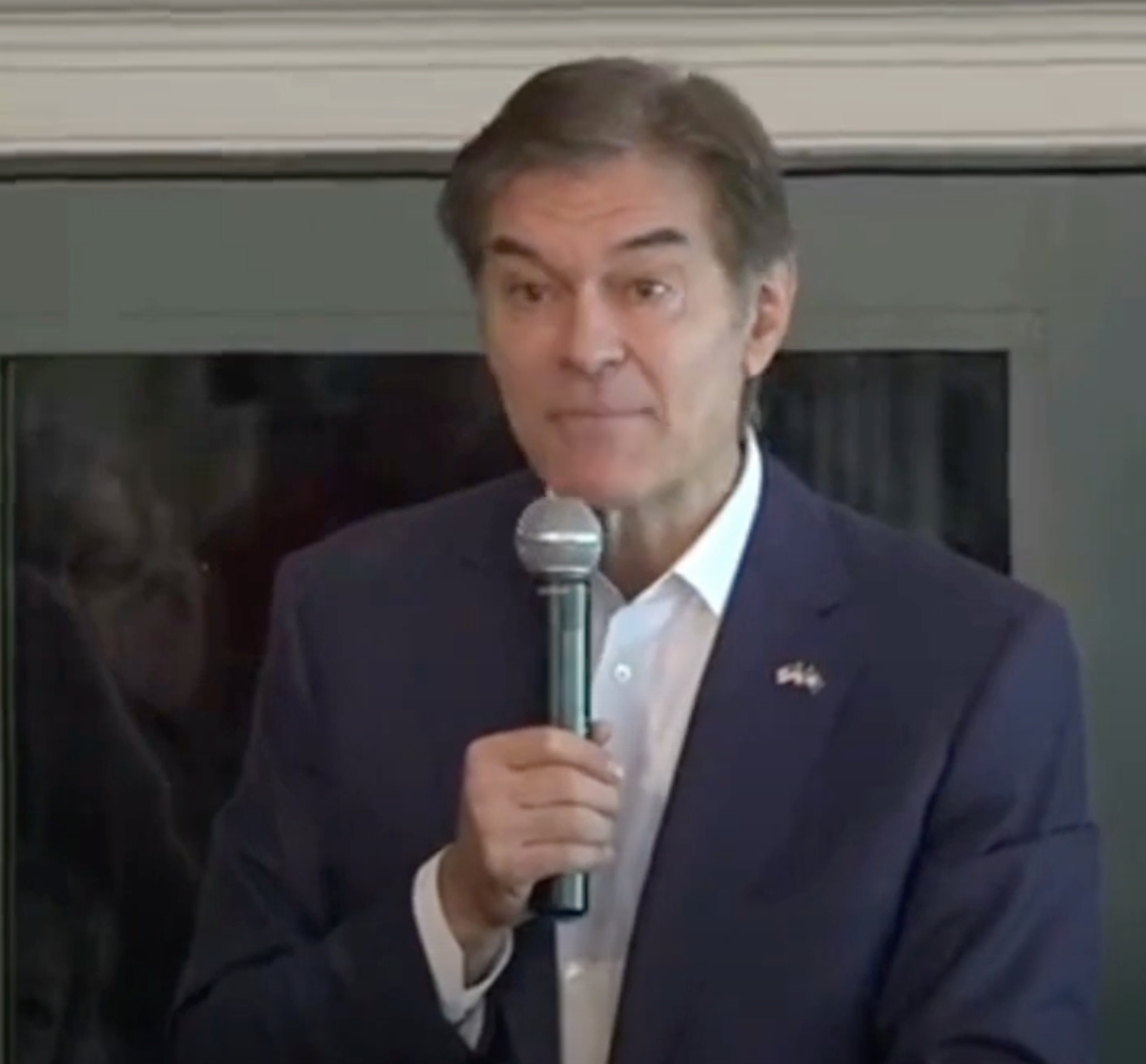
2022年10月，奥兹在切斯特縣参加竞选活动

2022年5月，哥伦比亚大学宣布终止与奥兹的一切关系，并将其信息从官网上删除。5月17日，共和党举行初选，奥兹仅以0.1%的优势领先其对手大衛·麥考米克，因此需要在全州范围内重新计票。此时双方结果极为接近，且有一部分邮寄选票尚未统计，同时特朗普敦促奥兹提前宣布胜选。在这种形势下，5月27日，重新计票开始前，奥兹宣布自己获胜，称自己为正式候选人，并反对对部分邮寄选票进行计票。6月3日，麥考米克承认重新计票依然无法弥补选票差距，奥兹正式成为共和党宾夕法尼亚州参议员候选人。随后，四名初选候选人中包括麥考米克在内的三人均表态支持奥兹，仅凯西·巴内特明确表示拒绝支持他。巴内特后来表示，她会投票给奥兹，但仍拒绝支持他。
竞选期间，奥兹的竞争对手以其在2020年之前不住在宾夕法尼亚州为由，指控其是提包客。奥兹否认了这一指控，并指出他在宾夕法尼亚州有一座房子。奥兹竞选团队的成员也反驳了这一说法，称“奥兹医生住在宾夕法尼亚州，在宾夕法尼亚州投票，并在宾夕法尼亚州拥有行医执照。奥兹在大费城地区距离宾夕法尼亚州不到5英里的地方长大，在宾夕法尼亚州上学，在宾夕法尼亚州结识了妻子并结婚，他的两个孩子都在宾夕法尼亚州出生。他目前居住在宾夕法尼亚州的布林·阿森，他的妻子一家已经在那里生活了一百年。”
8月15日，奥兹4月份在一家杂货店购物的视频在网络上疯传。在这段视频中，奥兹表示他正在购买用来做法式生菜沙拉的原料，并表示物价飞涨是乔·拜登的过错。这段视频被社交媒体用户大肆嘲笑，并得到了媒体的广泛关注。该视频拍摄于雷德纳市场的一家分店，但奥兹在拍摄时将杂货店名称中的“Redner's”读成了“Wegner's”。对此，他回应称，在拍摄视频时，他已经精疲力尽了，同时表示他因为高强度参加竞选活动，也读错了他孩子的名字，并认为这并不是衡量一个人领导力的标准。如果奥兹成功当选参议员，他将会是美国历史上第一位穆斯林参议员，以及第一位在美国国会任职的共和党籍穆斯林，同时也将会是美国历史上最富有的国会议员之一。
2022年5月，奥兹的竞争对手、民主党籍宾夕法尼亚州参议员候选人约翰·费特曼罹患中风，需要时间康复。8月下旬，奥兹的竞选团队公布了一份带有嘲笑性质的辩论让步清单，称他们将“为需要额外（为费特曼）待命的医务人员支付费用”，奥兹“承诺不会故意伤害约翰的感情”，并称“在任何时候，约翰·费特曼都可以举手说‘请求浴室休息！’”。第二天，费特曼宣布，由于他已经康复，他“不会出席9月第一周的辩论”；作为回应，奥兹的竞选团队在一份声明中表示，“如果约翰·费特曼在他的一生中哪怕只吃过一次蔬菜，他就可能不会患中风，也就不会一直为此撒谎”，并补充称费特曼的声明是“牢骚话”。费特曼对此回应道：“今天奥兹医生团队的声明非常清楚地表明，他们认为嘲笑中风幸存者很有趣。我选择不参加这场闹剧。我的康复对奥兹医生和他的团队来说可能是个笑话，但对我来说，这是真实的。”
2022年9月，奥兹呼吁费特曼在9月19日宾夕法尼亚州提前投票开始之前参加一场针对他的辩论。费特曼同意在“10月中旬至月底”与奥兹进行辩论，但没有承诺确切的日期，也没有承诺在9月进行辩论。费特曼对辩论的态度受到了奥兹和参议员帕特·图米的批评。9月15日，奥兹和费特曼同意在10月25日举行一场辩论。
奥兹最终在参议员选举中败给了费特曼，于2022年11月9日承认败选，并进一步称“所有人都要放下党派之剑，专注于完成自己的工作”。

## 政治观点

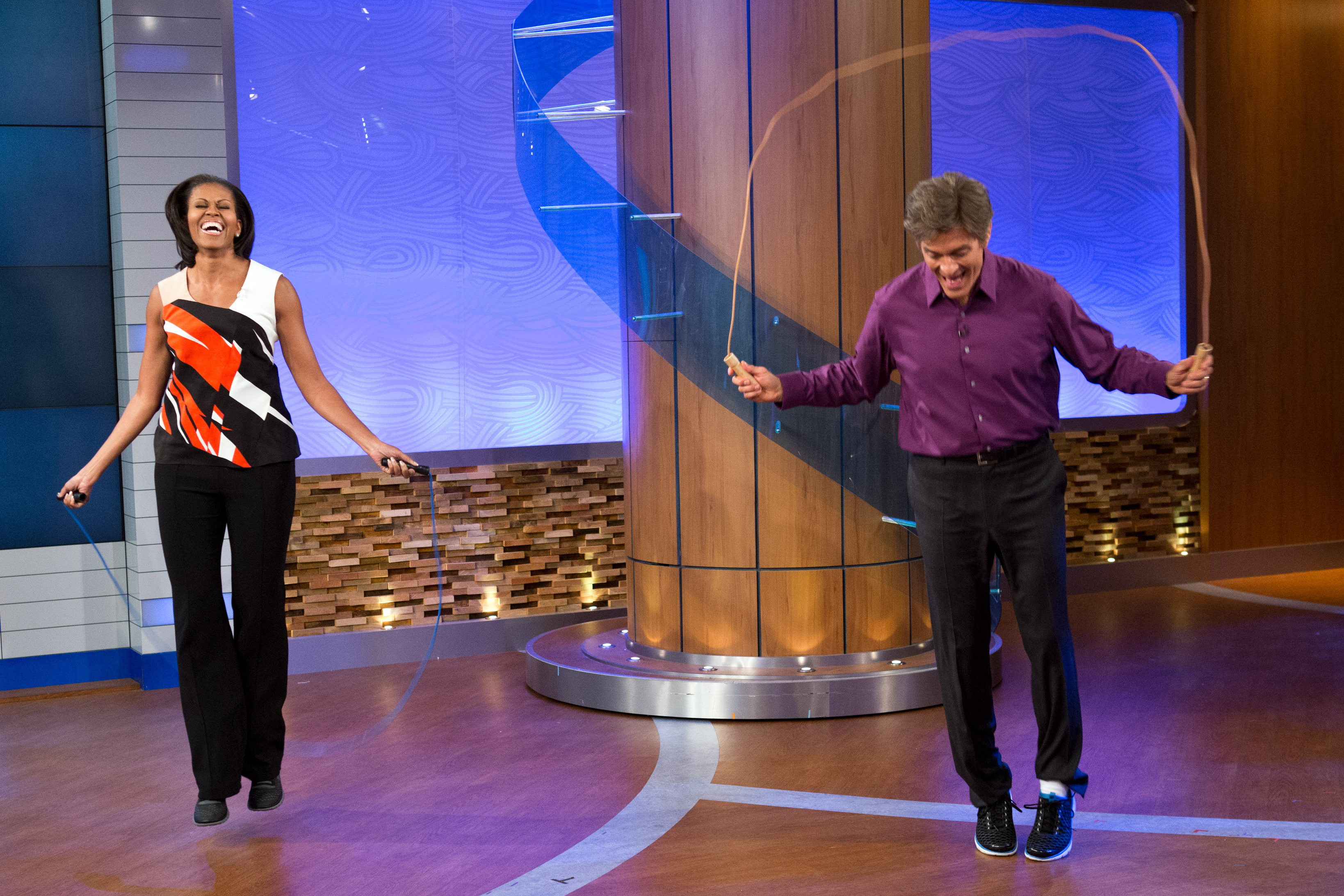
2012年，奥兹与米歇爾·奧巴馬共同宣传“让我们运动吧！”倡议，并对其对健康和营养政策的关心表示赞赏

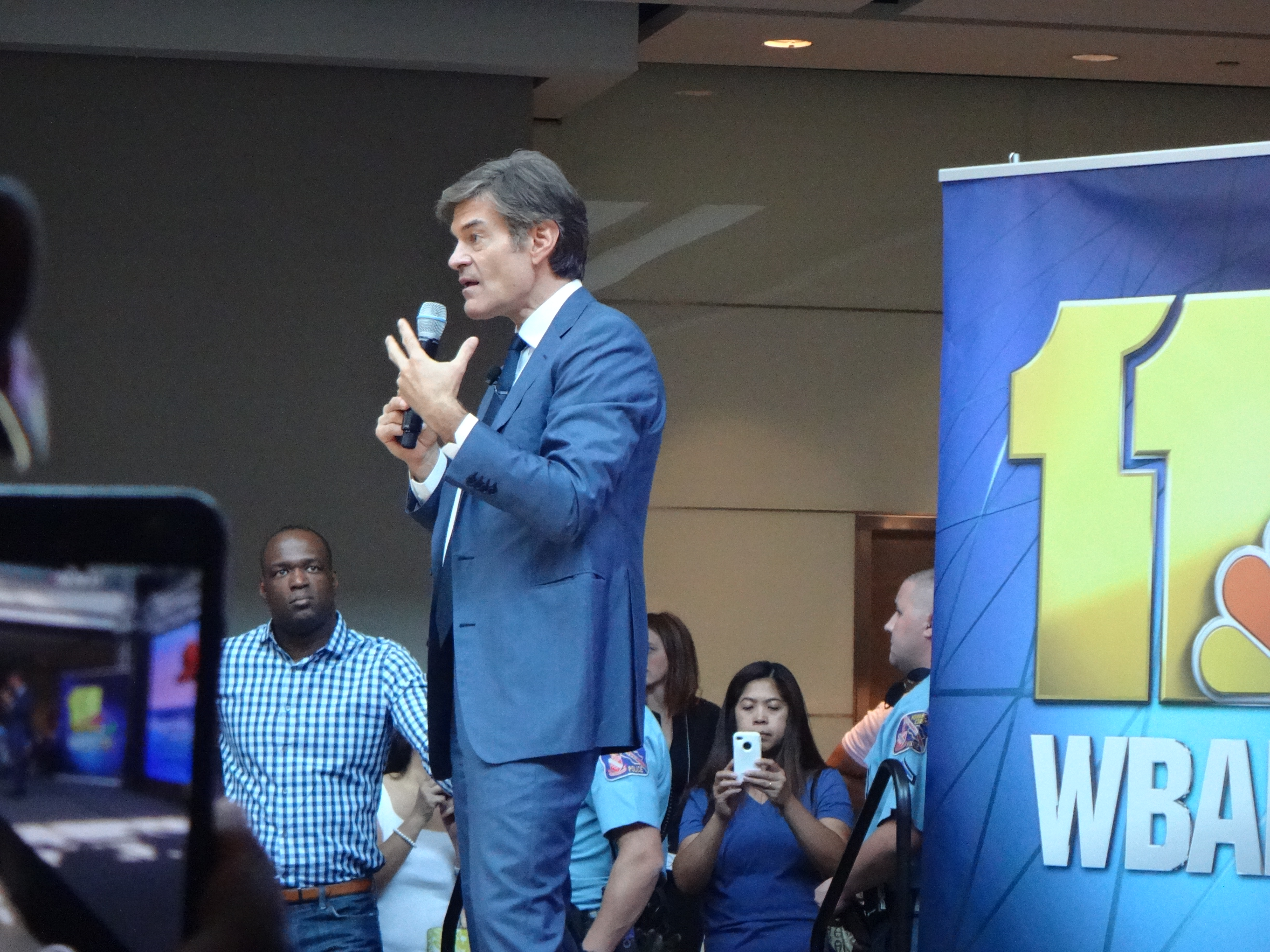
2015年8月，奥兹在马里兰州哥伦比亚的一家商场发表演讲

2021年下半年，奥兹宣布其将在2022年竞选参议员，并称自己为“保守的共和党人”。2022年初选获胜后，奥兹形容自己为“一个温和但不被动的领导者”。
2007年，奥兹自称为“温和的共和党人”，并称自己受到了阿诺·施瓦辛格和西奥多·罗斯福等人的启发。

### 堕胎权
2022年，奥兹称，他支持推翻1973年美国最高法院对罗诉韦德案的裁决，并反对堕胎，除非母亲面临生命危险，或发生强奸或乱伦案件。2022年6月，他表示，最高法院在多布斯诉杰克逊妇女健康组织案中的裁决让他“松了一口气”。2022年5月，奥兹在一次电话发言中表示：“我确实相信生命从受孕开始，我已经说过很多次了……如果生命是从受孕开始的，你为什么要关心我们的心脏从哪个阶段开始跳动？你应该知道，这仍然是谋杀。”
2019年之前，奥兹曾支持堕胎权，但他称“从个人意义上”不喜欢堕胎。他说，当他就读于宾夕法尼亚大学医学院时，他见证了在罗诉韦德案之前，女性因堕胎禁令受到的伤害。他当时还曾表态反对心跳法案。
2022年10月，奥兹表示，女性、医生和地方政治领袖应该提出想法，以便各州自行决定如何监管堕胎，但同时也表示：“我根本不希望联邦政府参与其中”。

### 2019冠状病毒病
2020年3月，奥兹建议将通常用于治疗风湿和疟疾的药物羟氯喹用于2019冠状病毒病的治疗，并呼吁在同年4月重新开学。但奥兹也宣传了佩戴口罩和接种COVID-19疫苗的作用。
奥兹最初曾称赞安东尼·福奇是“专业人士”，并称赞他在2020年和2021年对抗击2019冠状病毒病疫情做出的贡献。然而，在参与竞选参议员后，奥兹改变了对福奇的看法，称他为“暴君”。2022年，奥兹在竞选参议员时表示：“是时候让我们恢复正常了”。

### 死刑存废问题
2022年10月，奥兹在接受全国广播公司采访时，表示“可能”支持对贩卖芬太尼者处以死刑。

### 教育
奥兹支持择校和特许学校。他曾公开批评教师工会权力过大、与民主党关系密切。

### 环境与气候变化
2017年，奥兹与人共同撰写了一篇文章，强调气候变化引发的热浪、山火、洪水等威胁。但在竞选参议员时，奥兹弱化了二氧化碳促进温室效应的作用所带来的风险。2022年3月，奥兹在一次竞选活动中表示：“认为碳有害的意识形态本身就是一种谎言。我的朋友们，二氧化碳只占空气的0.04%。这并不是问题所在。”该言论忽略了二氧化碳含量高于300万年平均水平、总量达数十亿吨等事实。
2022年，奥兹表示他支持水力压裂，并相信天然气可以帮助美国实现能源独立、降低能源价格。他同时表示支持减少与水力压裂相关的法律法规限制。然而，由于水力压裂与空气和水污染之间可能存在联系，2014年，奥兹呼吁针对水力压裂制定更多法规，包括在对环境影响进行更多研究之前暂停一切水力压裂活动。 

### 对外政策
奥兹与土耳其的民族保守主义政党正义与发展党关系密切。他也被指控在美国经营一个秘密游说团体，并监视美国公民。

#### 中国
2013年，奥兹与中国科技公司东软集团的专营健康管理领域的子公司东软熙康建立了合作关系，并担任其首席健康官。东软CEO刘积仁表示，东软与奥兹的合作，标志着领先的健康管理方法与先进的创新技术平台的完美结合。
然而，自宣布竞选参议员以来，奥兹采取了与共和党特朗普派类似的对华强硬立场。在初选中，他攻击其竞争对手大衛·麥考米克与中国大陆有商业联系。

#### 以色列
2022年，奥兹称以色列是“世界上最动荡地区的盟友和充满活力的民主国家”，并反对“抵制、撤资、制裁”运动，支持美国驻以色列大使馆留在耶路撒冷以及对以色列的军事援助。奥兹长期支持以色列，并曾于2013年前往该国。在接受《前进报》采访时，奥兹表示，“它（指巴以冲突）不是非黑即白的，其最终解决将由财政手段推动。和平是当务之急。当人们如此爱自己的孩子时，他们会尽一切努力，让他们的未来更加光明。”

#### 乌克兰
奥兹谴责2022年俄罗斯对乌克兰的军事行动，认为其“可怕”、“可预防”。

### 枪支政策
奥兹说他是枪支拥有者，并支持《美國憲法第二修正案》规定的携带武器的权利。在2022年2月的一次竞选活动中，奥兹表示他支持针对那些表现出危险行为的人制定红旗法，但反对设立国家红旗法登记处。此前，在2017年，奥兹曾表示支持在人们获得枪支之前必须等待一段时间，并在2019年与人共同撰写了一篇专栏文章，呼吁美国完全禁止私人持有突击步枪。

### 医疗卫生
2022年，奥兹表示，若其当选参议员，将会投票废除《患者保护与平价医疗法案》。
但在2009年，奥兹曾说过：“美国的每个人都必须拥有医疗保险。如果你负担不起，我们就给你一个……”随后，在2010年，奥兹表态支持政府运营的医保系统，并出现在宣传《患者保护与平价医疗法案》（也称奥巴马医改）的广告中。奥兹曾表示，他认为最有效的医保系统是德国和瑞士的全民医保系统。
对于那些没有医疗保险的人，奥兹说他们“没有健康权，但他们有权获得健康。”

### LGBTQ权益
2010年，奥兹在其主持的电视节目中为跨性别青年及其家人提供帮助。2012年，在因邀请一位支持伪科学转化疗法的嘉宾而受到批评后，他宣布反对转化疗法，并称转化疗法是“危险的”。也有来自GLAAD的嘉宾参加奥兹的节目，并在节目中公开反对转化疗法。
竞选参议员期间，奥兹赞同国家对同性婚姻实行保护。2022年4月，奥兹支持立法禁止跨性别者参加按社会性别区分的运动。2022年5月，他表示跨性别青年运动是基于“虚假的科学”，同时不支持禁止使用激素阻滞剂，并补充说应该由医生和家人来决定，而不是由政客来决定。

## 个人生活
奥兹精通英语和土耳其语。其净资产大约在7600万美元至5亿美元之间。
2010年8月，奥兹在其节目中的常规结肠镜检查当中被诊断患有结肠癌前息肉。奥兹称，这次检查可能挽救了他的生命。
2019年，NBA全明星名人赛在北卡罗来纳州夏洛特的博扬格尔斯体育馆举行，奥兹作为主场球队球员参加比赛。此前，他也曾参加2010年NBA全明星名人賽。同样在2019年，奥兹在克利夫兰进步球场代表克利夫兰队参加了美国职业棒球大联盟的全明星传奇和名人垒球比赛。

### 居住地
奥兹生于俄亥俄州克利夫兰，成长于特拉华州威尔明顿。他与其妻子丽莎在新泽西州的克里弗赛德公园生活了几十年，并在宾夕法尼亚州持有医疗执照。
2020年年末，奥兹搬到宾夕法尼亚州，并将其选民登记地更改为位于州内布林·阿森的其姻亲家。此后，他在宾夕法尼亚州投了两次票，并获得了宾夕法尼亚州的驾驶执照以及隐蔽携带许可证。
奥兹夫妇在美国和土耳其两国拥有至少十处房产，其中包括位于佛罗里达州棕榈滩的一处价值在500万至2500万美元之间的房产，以及位于佛罗里达州奥基乔比的一处养牛场。

### 公民权
奥兹拥有美国和土耳其双重公民权。他曾称是为了照顾患有阿茲海默症的母亲才保留土耳其公民权，但如果当选参议员，就会放弃土耳其公民权。美国没有任何法律禁止国会议员拥有双重公民权。

### 家庭

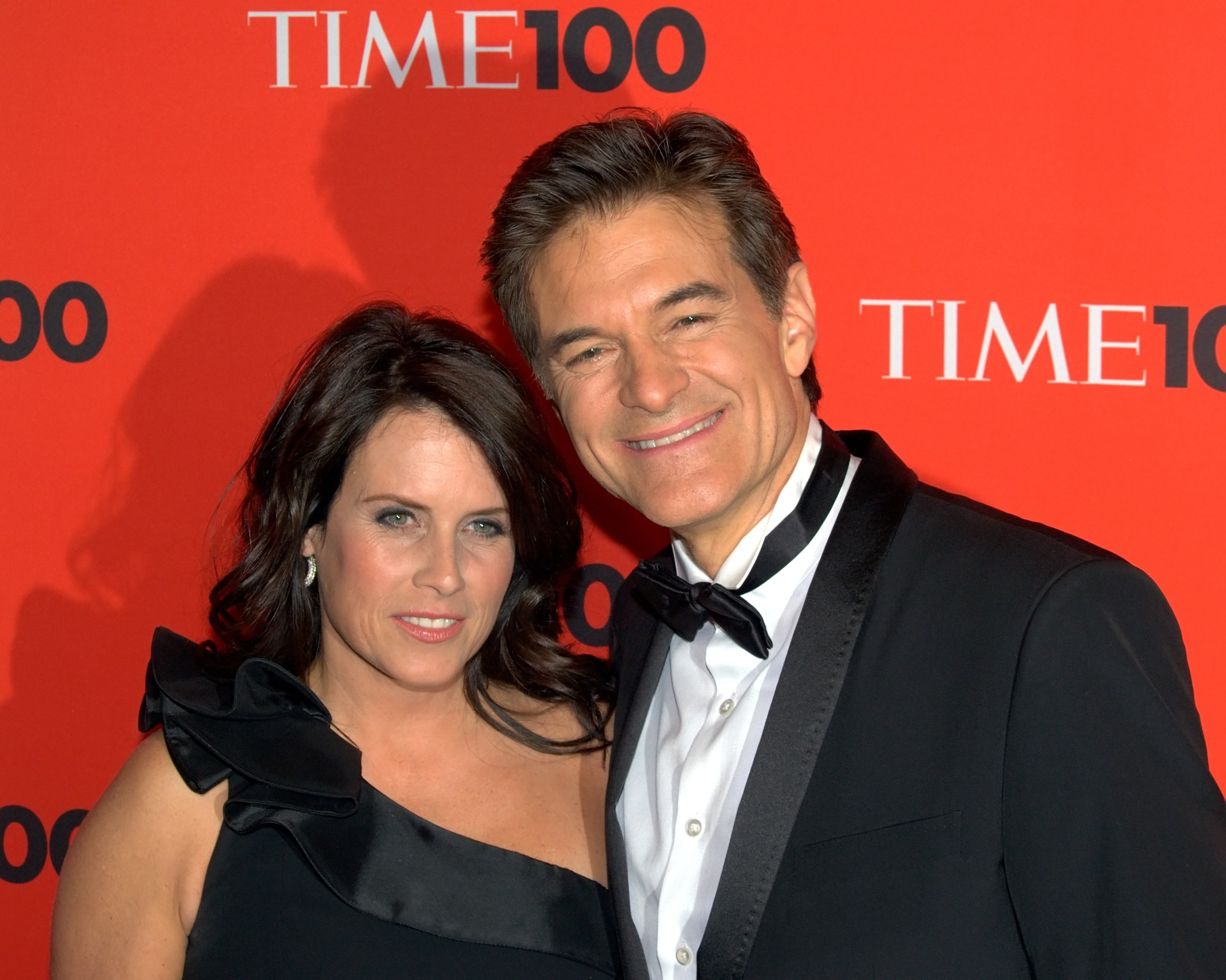
2010年5月，奥兹与其妻子丽莎·莱莫尔参加活动

1985年，奥兹与作家、电视名人丽莎·莱莫尔结婚。二人在奥兹就读于宾夕法尼亚大学期间通过双方父亲相识。根据奥兹自述，他在城市的街角向丽莎求婚，用一个废弃易拉罐的拉环作为临时戒指。奥兹夫妇育有四个孩子，其中大女儿达芙妮也是作家、电视主持人。奥兹和他的妻子创立了一个旨在提供健康教育和朋辈指导的非营利组织HealthCorps。
2020年11月，奥兹被他的妹妹纳兹利姆·奥兹起诉。纳兹利姆声称他扣留了其从已故父亲穆斯塔法·奥兹拥有的公寓获得的租金收入。奥兹称，由于他们的母亲和其他亲属在土耳其遗嘱认证法庭就穆斯塔法·奥兹的财产分配问题起诉纳兹利姆，他被迫以托管方式从公寓租金中扣款。

### 宗教信仰
截至2022年，奥兹自称为“世俗穆斯林”，据美联社报道，奥兹认为伊斯兰教的精神内涵比宗教法更能引起他的共鸣。奥兹接受視博恩采访时，表示反对美国境内的伊斯兰教法，并相信美国是建立在犹太—基督教价值观基础上的。奥兹个人的伊斯兰教宗教观点则与蘇非主義相近。其妻子丽莎向他介绍了18世纪瑞典神学家伊曼紐·史威登堡的思想，以及灵气疗法、超验冥想等神秘主义手段或替代疗法。
2012年，在接受亨利·路易斯·盖茨采访时，奥兹称其父亲虔诚信仰伊斯兰教，母亲则是世俗的凯末尔主义者。

## 公众评价

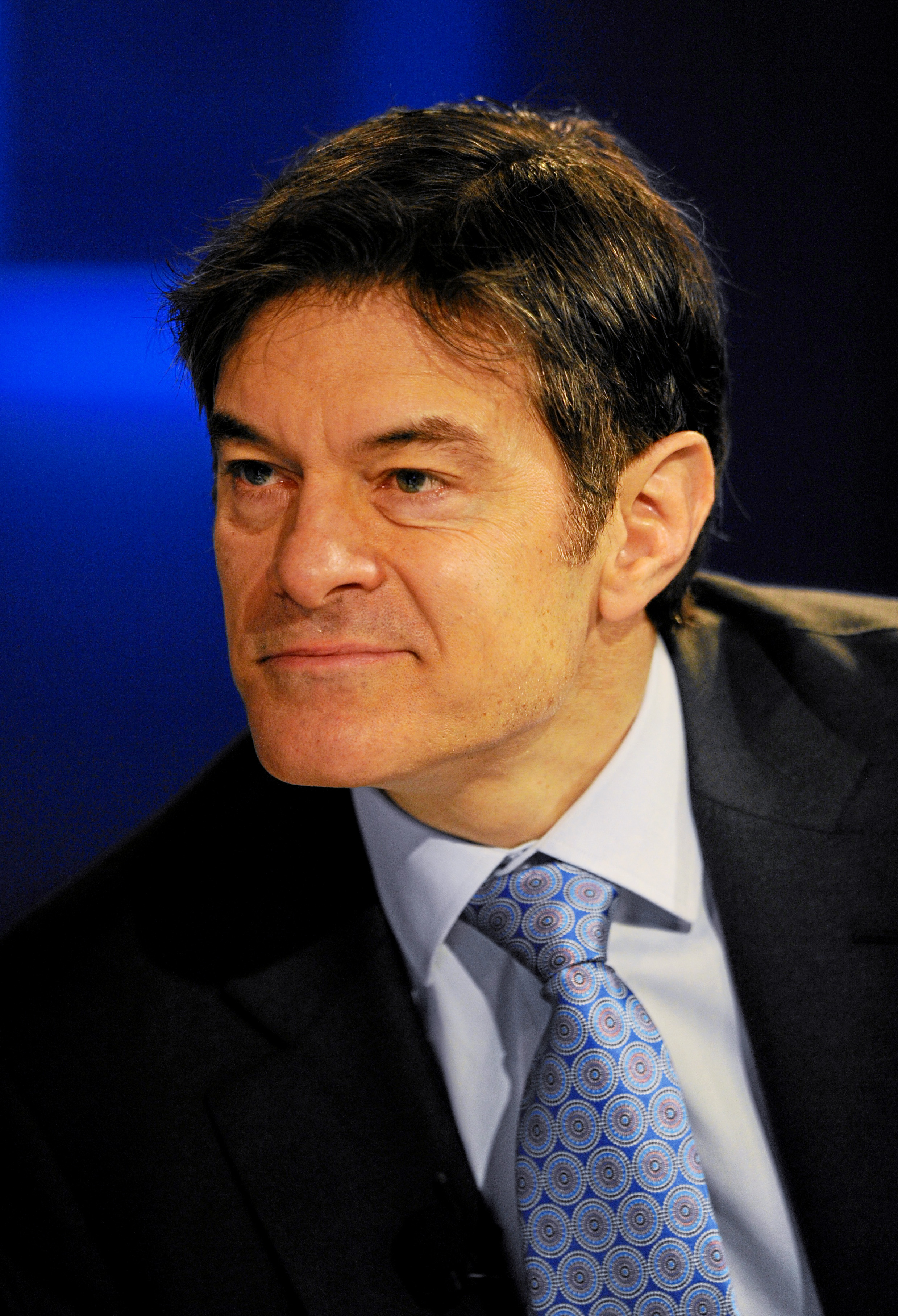
2012年，奥兹出席世界经济论坛

奥兹因宣传伪科学、顺势疗法及替代医学而受到批评。《科技新时代》和《紐約客》曾发表文章，批评奥兹提出“非科学”的建议。《赫芬顿邮报》也指责奥兹助长了庸医的气焰。
2014年，《英國醫學期刊》发表一项研究成果，表明诸如《奥兹医生秀》、《医生们》等医学脱口秀节目往往缺乏关于具体益处的确切信息以及其说法的证据。该研究对每个节目2013年初播放的四十集进行评估，结果发现，在所研究的《奥兹医生秀》集数所提出的建议中，只有46%有确切的证据支持，15%与现有医学理论相悖，另有39%没有证据。例如，《奥兹医生秀》中提到的苹果汁砷含量超标、手机可能导致乳腺癌等说法，都是没有事实依据的。
2009年至2012年间，奥兹因推广能量疗法、支持信仰治疗、与死者进行心灵交流、推广超自然信仰及伪科学等行为，三度获得詹姆斯·兰迪教育基金会所颁发的“皮加苏斯奖”。
奥兹也因邀请诸如約瑟夫·梅爾科拉、小罗伯特·F·肯尼迪、克里斯蒂安娜·诺思拉普等通灵者、信仰治疗师、另类医学推广者、反疫苗者作为其节目《奥兹医生秀》的嘉宾而受到批评。
1999年至2004年，奥兹连续五年被世界经济论坛评为“明日全球领袖”，并入选《时代杂志》2008年百大最具影响力人物。自《奥兹医生秀》2009年播出以来，他已获得十次日間時段艾美獎杰出主持人奖，并于2010年、2011年、2014年和2016年四度获奖。

### 所获奖项及荣誉
艾美奖
| 年份 | 奖项           | 类别               | 结果 |
| ---- | -------------- | ------------------ | ---- |
| 2010 | 日间时段艾美奖 | 知识脱口秀最佳主持 | 獲獎 |
| 2010 | 日间时段艾美奖 | 最佳知识脱口秀     | 提名 |
| 2011 | 日间时段艾美奖 | 知识脱口秀最佳主持 | 獲獎 |
| 2011 | 日间时段艾美奖 | 最佳知识脱口秀     | 獲獎 |
| 2012 | 日间时段艾美奖 | 知识脱口秀最佳主持 | 提名 |
| 2012 | 日间时段艾美奖 | 最佳知识脱口秀     | 獲獎 |
| 2013 | 日间时段艾美奖 | 知识脱口秀最佳主持 | 提名 |
| 2013 | 日间时段艾美奖 | 最佳知识脱口秀     | 獲獎 |
| 2014 | 日间时段艾美奖 | 知识脱口秀最佳主持 | 獲獎 |
| 2014 | 日间时段艾美奖 | 最佳知识脱口秀     | 提名 |
| 2015 | 日间时段艾美奖 | 知识脱口秀最佳主持 | 提名 |
| 2015 | 日间时段艾美奖 | 最佳知识脱口秀     | 提名 |
| 2016 | 日间时段艾美奖 | 知识脱口秀最佳主持 | 獲獎 |
| 2016 | 日间时段艾美奖 | 最佳知识脱口秀     | 提名 |
| 2017 | 日间时段艾美奖 | 知识脱口秀最佳主持 | 提名 |
| 2017 | 日间时段艾美奖 | 最佳知识脱口秀     | 獲獎 |
| 2018 | 日间时段艾美奖 | 知识脱口秀最佳主持 | 提名 |
| 2018 | 日间时段艾美奖 | 最佳知识脱口秀     | 獲獎 |
| 2019 | 日间时段艾美奖 | 知识脱口秀最佳主持 | 提名 |
| 2019 | 日间时段艾美奖 | 最佳知识脱口秀     | 提名 |

人民选择奖
| 年份 | 奖项       | 类别                       | 结果 |
| ---- | ---------- | -------------------------- | ---- |
| 2016 | 人民选择奖 | 最喜爱日间时段电视主持人奖 | 提名 |

其他
| 年份      | 奖项及荣誉             | 备注                   |
| --------- | ---------------------- | ---------------------- |
| 1999–2004 | 明日全球领袖           | 由世界经济论坛授予称号 |
| 2022      | 好萊塢星光大道星形奖章 | [ 220 ]                |

## 著作
奥兹的八本著作被《纽约时报》评为畅销书，并与迈克尔·罗伊森合著了七本书。他在《Esquire》杂志和《奥普拉》两部杂志上分别有定期专栏，其文章《重新利用、重新启动和重建》（Retool, Reboot, and Rebuild）获得2009年全国杂志个人服务奖。奥兹和赫斯特国际集团于2014年2月4日合作推出了双月刊《奥兹医生美好生活》（Dr. Oz The Good Life）。

### 书目
- Healing from the Heart: A Leading Surgeon Combines Eastern and Western Traditions to Create the Medicine of the Future, by Mehmet Oz, Ron Arias, Dean Ornish, 1999, ISBN 0452279550.
- Complementary and Alternative Cardiovascular Medicine: Clinical Handbook, by Richard A. Stein (Editor), Mehmet, M.D. Oz (Editor), 2004, ISBN 1588291863.
- YOU: The Owner's Manual: An Insider's Guide to the Body that Will Make You Healthier and Younger, by Michael F. Roizen, Mehmet C. Oz, 2005, ISBN 0060765313.
- YOU: On a Diet: The Owner's Manual for Waist Management, by Michael F. Roizen, Mehmet C. Oz, 2006, ISBN 0743292545.
- YOU: The Smart Patient: An Insider's Handbook for Getting the Best Treatment, by Michael F. Roizen, Mehmet C. Oz, 2006, ISBN 0743293010.
- YOU: Staying Young: The Owner's Manual for Extending Your Warranty, by Michael F. Roizen, Mehmet C. Oz, 2007, ISBN 0743292561.
- YOU: Being Beautiful: The Owner's Manual to Inner and Outer Beauty, by Michael F. Roizen, Mehmet C. Oz, 2008, ISBN 1416572341.
- YOU: Breathing Easy: Meditation and Breathing Techniques to Help You Relax, Refresh, and Revitalize, by Michael F. Roizen, Mehmet C. Oz, 2008.
- YOU: Having a Baby: The Owner's Manual from Conception to Delivery and More, by Michael F. Roizen, Mehmet C. Oz, 2009.
- Minimally Invasive Cardiac Surgery, by Mehmet C. Oz, 2010, ISBN 1617374008.
- Oz, Mehmet. . New York. 2017. ISBN 978-1501158155.
- Roizen, Michael F.; Oz, Mehmet.  1st Free Press trade paperback. New York: Free Press. 2013. ISBN 978-1476713571.
- Roizen, Michael F.; Oz, Mehmet.  1st Free Press hardcover. New York: Free Press. 2011. ISBN 978-0743292580.

## 影视作品

### 电影
| 年份 | 名称               | 作为 | 作为 | 备注                       |
| 年份 | 名称               | 演员 | 顾问 | 备注                       |
| ---- | ------------------ | ---- | ---- | -------------------------- |
| 2002 | 迫在眉梢           | 否   | 是   | 心脏移植顾问               |
| 2017 | 爸媽也瘋狂         | 是   | 否   | 饰演自己                   |
| 未知 | Trouble Down Under | 是   | 否   | Doc the Cattle Dog（配音） |

### 电视作品
| 年份       | 名称                                               | 角色                      | 备注                                                                                               |
| ---------- | -------------------------------------------------- | ------------------------- | -------------------------------------------------------------------------------------------------- |
| 2001       |                                                    | 自己                      | Episode: "The U.S. Border Patrol/The Pump/Kuwait: Ten Years Later"                                 |
| 2003–2004  | Second Opinion with Dr. Oz                         | 自己                      | 5 episodes                                                                                         |
| 2005       | You: The Owner's Manual                            | 自己                      | |
| 2006–2011  |                                                    | 自己                      | 9 episodes                                                                                         |
| 2007–2008  | Live with Kelly and Ryan                           | 自己                      | 3 episodes                                                                                         |
| 2007–2009  |                                                    | 自己                      | 7 episodes                                                                                         |
| 2008–2021  | 早安美國                                           | 自己                      | 8 episodes                                                                                         |
| 2008–2020  | The View                                           | 自己                      | 11 episodes                                                                                        |
| 2008; 2016 | The Insider                                        | 自己                      | 2 episodes                                                                                         |
| 2008       |                                                    | 自己                      | Episode: "Dr. Mehmet Oz"                                                                           |
| 2009       | 早间秀                                             | 自己                      | Episode: "26 September 2009"                                                                       |
| 2009–2022  | 奥兹医生秀                                         | 自己                      | 1,681 episodes                                                                                     |
| 2009–2021  | 危险边缘                                           | 特约主持人/视频线索演示者 | 23 episodes                                                                                        |
| 2009–2021  | Entertainment Tonight                              | 自己                      | 12 episodes                                                                                        |
| 2009–2019  |                                                    | 自己                      | 8 episodes                                                                                         |
| 2009       | 20/20                                              | 自己                      | Episode: "Amanda Knox Verdict/Chris Brown/D.I.Y. Cosmetic Procedures/Indoor Tanning Salons"        |
| 2009–2011  |                                                    | 自己                      | 3 episodes                                                                                         |
| 2009–2011  | Late Night with Jimmy Fallon                       | 自己                      | 4 episodes                                                                                         |
| 2010       | Faces of America with Henry Louis Gates Jr.        | 自己                      | 4 episodes                                                                                         |
| 2010       | 週六夜現場                                         | 自己                      | Episode: "Zach Galifianakis/Vampire Weekend"                                                       |
| 2010       | Stand Up to Cancer                                 | 自己                      | 特别节目                                                                                           |
| 2010       | The Lisa Oz & Kim Coles Show                       | 自己                      | |
| 2010–2012  | The Late Late Show with Craig Ferguson             | 自己                      | 2 episodes                                                                                         |
| 2010–2018  | Rachael Ray                                        | 自己                      | 15 episodes                                                                                        |
| 2011       | Oprah's Guide to OWN                               | 自己                      | 特别节目                                                                                           |
| 2011       | The Nate Berkus Show                               | 自己                      | Episode: "Dr. Oz's Must Haves for Every Home"                                                      |
| 2011–2018  | 日間時段艾美獎                                     | 自己                      | |
| 2011       | Ask Oprah's All-Stars                              | 自己                      | 6 episodes                                                                                         |
| 2011       | Hollywood Icons and Innovators                     | 自己                      | Episode 1.4                                                                                        |
| 2011–2012  | The Soup                                           | 自己                      | 2 episodes                                                                                         |
| 2011–2019  | The Wendy Williams Show                            | 自己                      | 9 episodes                                                                                         |
| 2011–2020  | 今天                                               | 自己                      | 68 episodes                                                                                        |
| 2012       | Chelsea Lately                                     | 自己                      | Episode #6.35                                                                                      |
| 2012       |                                                    | 自己                      | Episode #8.147                                                                                     |
| 2012       | Citizen Hearst                                     | 自己                      | 纪录片                                                                                             |
| 2012       | 人类：我们的故事                                   | 自己                      | 7 episodes                                                                                         |
| 2012       | Erin Burnett OutFront                              | 自己                      | Episode: December 18, 2012                                                                         |
| 2012–2014  | NY Med                                             | 自己                      | 6 episodes                                                                                         |
| 2012–2018  | Watch What Happens Live with Andy Cohen            | 自己                      | 5 episodes                                                                                         |
| 2013       | The Doctors                                        | 自己                      | Episode: "High-Tech Treatments: Can They Help You?"                                                |
| 2013       | Secret History of Humans                           | 自己                      | 6 episodes                                                                                         |
| 2013       | Big Morning Buzz Live                              | 自己                      | Episode: "Dr. Oz/David Arquette/Betty Who"                                                         |
| 2013       |                                                    | 参赛者                    | 2 episodes                                                                                         |
| 2013       | 2013年灵魂列车音乐奖                               | 自己                      | |
| 2013; 2016 | Tavis Smiley                                       | 自己                      | 2 episodes                                                                                         |
| 2013–2021  | Inside Edition                                     | 自己                      | 13 episodes                                                                                        |
| 2013–2020  | Fox & Friends                                      | 自己                      | 43 episodes                                                                                        |
| 2014       | The Dr. Tess Show                                  | 自己                      | Episode: "Guesting on the Dr. Oz Show"                                                             |
| 2014       |                                                    | 自己                      | Episode: "Dr. Oz/Tim Conway/Tyrese Gibson/World-Renowned ChefWolfgang Puck"                        |
| 2014       | Finding Thin                                       | 自己                      | 纪录片                                                                                             |
| 2014       | 塞斯·梅耶斯深夜秀                                  | 自己                      | Episode: "Dr. Mehmet Oz/Norman Reedus/American Authors"                                            |
| 2014       | Larry King Now                                     | 自己                      | Episode: "Dr. Oz"                                                                                  |
| 2014       | Geraldo Rivera Reports                             | 自己                      | Episode: "Remembering Joan Rivers"                                                                 |
| 2014       | TMZ on TV                                          | 自己                      | Episode: October 4, 2014                                                                           |
| 2014       | Talk Stoop                                         | 自己                      | Episode: "Hosting the Hosts"                                                                       |
| 2014       | Surgeon Oz                                         | 自己                      | 纪录片                                                                                             |
| 2014–2017  | 闲聊                                               | 自己                      | 6 episodes                                                                                         |
| 2015; 2019 | Weekend Today                                      | 自己                      | 2 episodes                                                                                         |
| 2016       | Access Daily                                       | 自己                      | 2 episodes                                                                                         |
| 2016–2020  | Extra                                              | 自己                      | 10 episodes                                                                                        |
| 2016       |                                                    | 自己                      | Episode: "Delayed in Honolulu"                                                                     |
| 2017       | Sunrise                                            | 自己                      | Episode: September 1, 2017                                                                         |
| 2017       | Daily Pop                                          | 自己                      | Episode: September 19, 2017                                                                        |
| 2017       | Springfield of Dreams: The Legend of Homer Simpson | 自己                      | TV Movie documentary                                                                               |
| 2017       | Hollywood Christmas Parade                         | 自己                      | Grand Marshal                                                                                      |
| 2017       | Nightcap                                           | 自己                      | 4 episodes                                                                                         |
| 2017–2018  | Megyn Kelly Today                                  | 自己                      | 4 episodes                                                                                         |
| 2017; 2020 | The Strip Live                                     | 自己                      | 2 episodes                                                                                         |
| 2017–2020  | Access Hollywood                                   | 自己                      | 3 episodes                                                                                         |
| 2017; 2021 | The $100,000 Pyramid                               | 自己                      | 2 episodes                                                                                         |
| 2018       | Morfi, todos a la mesa                             | 自己                      | Episode: May 15, 2018                                                                              |
| 2018       | Wheel of Fortune                                   | 自己                      | Episode: "Gone Fishing 1"                                                                          |
| 2018       | The Marilyn Denis Show                             | 自己                      | Episode: 9.18                                                                                      |
| 2018       | Tanked                                             | 自己                      | Episode: "The Wonderful Dr. Oz Tank"                                                               |
| 2018       | Crashing                                           | 自己                      | Episode: "Pete and Leif"                                                                           |
| 2018–2019  | Celebrity Page                                     | 自己                      | 2 episodes                                                                                         |
| 2019       | NBA on ESPN                                        | 自己                      | Episode: "2019 Celebrity Game"                                                                     |
| 2019       | Race Against Time                                  | 自己                      | 纪录片                                                                                             |
| 2019       |                                                    | 自己                      | Episode: "Ali Wong and Dr. Mehmet Oz"                                                              |
| 2020       | Mastercast Live                                    | 自己                      | Episode: "Mehmet Oz (showcase) on MASTERCAST LIVE"                                                 |
| 2020       | Fox Files                                          | 自己                      | Episode: "America vs. Virus"                                                                       |
| 2020       | The Ingraham Angle                                 | 自己                      | Episode: March 23, 2020                                                                            |
| 2020       | Good Day New York                                  | 自己                      | 2 episodes                                                                                         |
| 2020       | Match Game                                         | 自己                      | Episode: "James Van Der Beek, Cheryl Hines, Thomas Lennon, Sherri Shepherd, Dr. Oz, Laura Benanti" |
| 2020       | The Issue Is                                       | 自己                      | 3 episodes                                                                                         |
| 2020–2021  | Hannity                                            | 自己                      | 13 episodes                                                                                        |
| 2021       | Dr. Phil                                           | 自己                      | Episode: "Dr. Phil and Dr. Oz Fight Fraudsters!"                                                   |
| 2021       | Inside Edition Weekend                             | 自己                      | 2 episodes                                                                                         |
| 2021       | The Drew Barrymore Show                            | 自己                      | Episode: "Dr. Oz"                                                                                  |
| 2021       | Dish Nation                                        | 自己                      | Episode: 10.62                                                                                     |

## 参与选举
| 党派 | 党派   | 候选人        | 得票数    | 百分比 |
| ---- | ------ | ------------- | --------- | ------ |
|      | 共和党 | 穆罕默德·奥兹 | 420,122   | 31.2   |
|      | 共和党 | 大衛·麥考米克 | 419,182   | 31.1   |
|      | 共和党 | 凯西·巴内特   | 331,874   | 24.7   |
|      | 共和党 | 卡拉·桑兹     | 73,345    | 5.4    |
|      | 共和党 | 杰夫·巴托斯   | 66,660    | 5.0    |
|      | 共和党 | 肖恩·盖尔     | 20,262    | 1.5    |
|      | 共和党 | 乔治·波切托   | 14,484    | 1.1    |
| 合计 | 合计   | 合计          | 1,345,922 | 100.0  |

| 党派 | 党派                           | 候选人        | 得票数    | 百分比 |
| ---- | ------------------------------ | ------------- | --------- | ------ |
|      | 民主党                         | 约翰·费特曼   | 2,751,012 | 51.2   |
|      | 共和党                         | 穆罕默德·奥兹 | 2,487,260 | 46.3   |
|      | 自由党                         | 埃里克·格哈特 | 72,887    | 1.3    |
|      | 绿党                           | 理查德·L·韦斯 | 30,434    | 0.5    |
|      | 拱心石党                       | 丹·沃斯默     | 26,428    | 0.4    |
| 合计 | 合计                           | 合计          | 5,368,021 | 100.0  |
|      | 民主党赢得了共和党所把持的席位 |               |           |        |

## 延伸阅读
- Gladstone, Brooke. . On the Media (NPR). 2015-04-24  [2015-06-01]. （原始内容存档于2016-01-20）.